# 300 (còmic)
300 és una novel·la gràfica escrita per Frank Miller sobre la batalla de les Termòpiles, de la qual posteriorment se n'ha fet una adaptació cinematogràfica.

## Argument
Els perses van venir de l'est amb una gran flota i un immens exèrcit;envaïen costes i cremaven pobles fins que Leònides va dir prou.
La història s'inicia quan un emissari persa arriba a la ciutat grega d'Esparta per demanar la rendició d'Esparta davant l'imminent atac de l'imperi persa que volia conquerir tota Grècia l'únic refugi per la raó i la justícia que hi havia en el món.
Però el gran rei Leònides I lluny d'acceptar la rendició d'Esparta va matar tots els emissaris tirant-los a un pou. Leònides va decidir portar els exèrcits d'Esparta a defensar les Termopiles per aturar l'atac persa, però a causa d'una festivitat religiosa Esparta no podia lluitar, i per això Leònides va haver d'enganyar als seus sacerdots dient que anava a passejar amb la seva guàrdia personal de 300 homes per poder portar un petit contingent a les Termopiles.
El primer dia van aguantar l'envestida persa sense problemes, ja que els espartans són un soldats infinitament superiors als guerrers perses menys equipats i amb una moral més baixa.
Val a dir que els espartans eren només 300 homes i els perses eren vora d'1.000.000 de guerrers per això tot i que per cada espartà morien gairebé 50 perses les poques baixes que patien eren nefastes per a l'exèrcit grec.

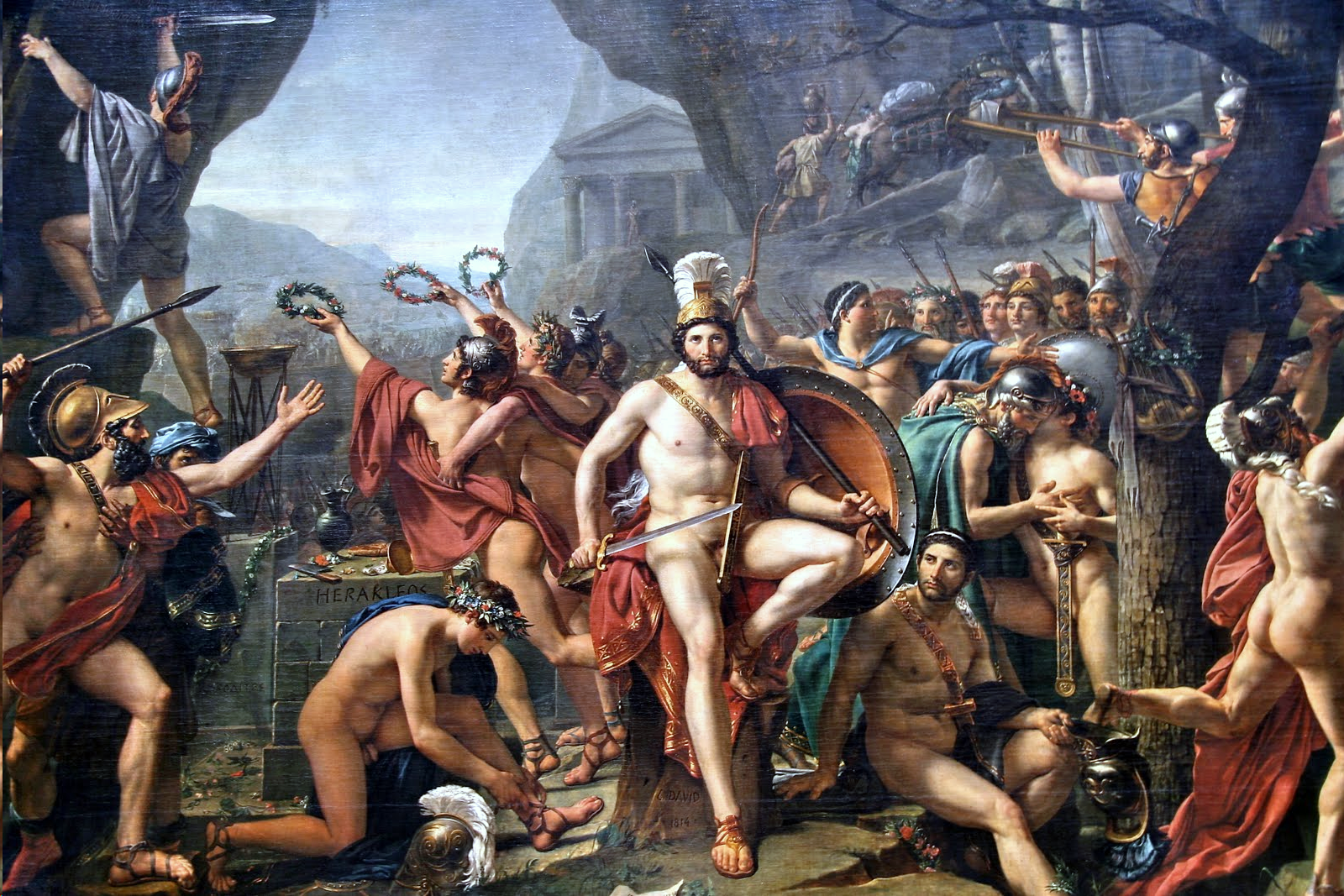
soldats espartans amb Leònides a Esparta

La nit del primer dia, en veure les immenses baixes del seu exèrcit, l'emperador persa Xerxes va enviar el millor que tenia: els immortals, els guerrers més poderosos de tot Asia.
Però no n'hi ha prou amb 10000 dels guerrers més poderosos d'Àsia per enfrontar-se als espartans a qui fins i tot els altres grecs miraven amb temor. Els immortals van arremetre contra els espartans però es van estavellar com una onada que trenca contra les roques, l'emperador persa comença a plantejar-se si ha estat bona idea faltar el respecte d'Esparta.
El segon dia els perses van intentar per tots els mitjans travessar el mur de daurats escuts que era la falange espartana, tot intent de victòria persa semblava inútil, però el quart dia un geperut deformatva trair als seus compatriotes embrutant l'impecable nom d'Esparta.
Efialtes es deia el traïdor, ell va mostrar als perses un camí segur pel qual podien arribar a la rereguard espartana. Els espartans rodejats i superats immensament en nombre ni tan sols llavors els va passar pel cap la idea de la rendició, Leònides va donar ànims als seus homes i va enfrontar-se al seu destí. Però els perses no tenien intenció de lluitar amb homes com homes, una pluja de fletxes afilades va caure sobre els 300 grecs que van morir com deien les velles tradicions d'Esparta: lluitant amb coratge en un camp de batalla.

## Situació geogràfica

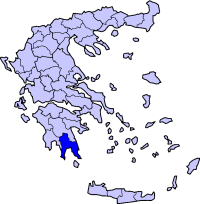
Esparta

La ciutat d'Esparta està situada al sud de Grècia i els seus territoris s'estenen per la petita península anomenada península del Peloponès mentre que l'imperi persa és un dels territoris més extensos que s'han conquerit a l'antiguitat. Els seus reialmes estan constituïts des del nord de Grècia l'actual Constantinoble i Bulgària passant per Turquia, Iraq, Iran, el nord d'Egipte, Israel, Afganistan, Pakistan i el nord de l'Índia.

## Conseqüències de la batalla de les Termòpiles
Gràcies al temps guanyat per Leònides i els seus homes els altres exèrcits i flotes gregues van poder preparar-se, reforçar les muralles, evacuar les dones i els nens de les ciutats i reunir tot home capaç de portar una espasa per fer front a l'horda de l'est.
Si els perses haguessin conquerit Grècia no hi hagués hagut la separació cultural entre orient i occident i els perses haguessin conquerit tot Europa, ja que l'imperi omà encara era una petita ciutat al centre d'Itàlia.